# Сравнительная психология
Сравни́тельная психоло́гия — раздел психологии, занимающийся эволюцией психики. Интегрирует данные из зоопсихологии, исторической и этнической психологии. Сравнивает психические процессы животных и человека в онтогенезе и филогенезе, обнаруживает качественные различия, обусловленные социально-историческими факторами, развитием трудовой деятельности, общественной жизни, речи и сознания человека.